# Nicolai Budkov Kjær
Nicolai Budkov Kjær (* 1. September 2006 in Oslo) ist ein norwegischer Tennisspieler.

## Karriere
Budkov Kjær spielte mit 15 Jahren das erste Mal auf der ITF Junior Tour. 2022 gewann er bei den Junioren drei Einzel- und einen Doppeltitel der unteren Kategorien. Ab Mitte 2023 nahm er an Turnieren der höchsten Kategorien teil. Zweimal nahm er in diesem Jahr an Grand-Slam-Turnieren teil, wo sein bestes Resultat im Einzel das Achtelfinale bei den US Open war. Beim Osaka Mayor’s Cup, einem Turnier der zweithöchsten Kategorie, verlor er das Endspiel gegen den Österreicher Joel Schwärzler. Kurz darauf in Mérida erreichte er bei einem weiteren J500-Turnier das Halbfinale. Je einen J300- und J200-Titel gewann Budkov Kjær in diesem Jahr, im Doppel kamen drei weitere Titel hinzu. Mit Platz 14 der Junioren gehörte er damit zur erweiterten Weltspitze.
Für die norwegische Davis-Cup-Mannschaft kam Budkov Kjær im September 2023 in der Partie gegen Peru zum Einsatz. Beide Einzelmatches – gegen Juan Pablo Varillas und Ignacio Buse – verlor er.

## Erfolge
| Legende (Anzahl der Siege) |
| Grand Slam                 |
| ATP Finals                 |
| ATP Tour Masters 1000      |
| ATP Tour 500               |
| ATP Tour 250               |
| ATP Challenger Tour (3)    |

### Einzel

#### Turniersiege
| Nr. | Datum            | Turnier | Belag         | Finalgegner               | Ergebnis        |
| --- | ---------------- | ------- | ------------- | ------------------------- | --------------- |
| 1.  | 24. Februar 2025 | Glasgow | Hartplatz (i) | Viktor Durasovic          | 6:4, 6:3        |
| 2.  | 27. Juli 2025    | Tampere | Sand          | Sascha Gueymard Wayenburg | 7:65, 6:72, 6:2 |
| 3.  | 3. August 2025   | Astana  | Hartplatz     | Alexandr Binda            | 6:4, 6:3        |